# Carin Mannheimers minnesfond
Carin Mannheimers donationsfond bildades genom en donation från Carin Mannheimer till Agecap (Centrum för Åldrande och Hälsa) vid Göteborgs Universitet och det delas varje år ut ett pris till unga forskare som studerar åldrande och hälsa. Bedömningen av pristagarna görs av en grupp ledd av Anna Mannheimer. 

## Pristagare
- 2016 – Madeleine Mellqvist Fässberg och Angela Bångsbo[2]
- 2017 – Therese Bäckman[3]
- 2018 – Gabriella Sandstig[4]
- 2019 – Pär Bjälkebring[5]
- 2020 – Hanna Mac Innes och Fredrik Öhman [6]
- 2021 – Sara Hed och Peter Dahlgren [6]
- 2022 – Helena Cleeve och Isabelle Hansson [6]